# Municipio de McHenry (Illinois)
El municipio de McHenry (en inglés: McHenry Township) es un municipio ubicado en el condado de McHenry en el estado estadounidense de Illinois. En el año 2010 tenía una población de 47653 habitantes y una densidad poblacional de 383,06 personas por km².

## Geografía
Según la Oficina del Censo de los Estados Unidos, el municipio tiene una superficie total de 124.4 km², de la cual 115.87 km² corresponden a tierra firme y (6.86%) 8.53 km² es agua.

## Demografía
Según el censo de 2010, había 47653 personas residiendo en el municipio de McHenry. La densidad de población era de 383,06 hab./km². De los 47653 habitantes, el municipio de McHenry estaba compuesto por el 93.07% blancos, el 0.59% eran afroamericanos, el 0.28% eran amerindios, el 0.89% eran asiáticos, el 0.02% eran isleños del Pacífico, el 3.8% eran de otras razas y el 1.36% pertenecían a dos o más razas. Del total de la población el 9.5% eran hispanos o latinos de cualquier raza.